# Liga de Campeones de la Concacaf 2020
La Liga de Campeones de la Concacaf 2020 (o Liga de Campeones de la Concacaf Scotiabank por razones de patrocinio) fue la duodécima edición de la Liga de Campeones de la Concacaf bajo su actual nombre, y en general la 55.ª edición de la principal competición a nivel de clubes organizada por la Concacaf, el organismo regulador del fútbol en América del Norte, América Central y el Caribe. 
El campeón del certamen, Tigres de la UANL, representó a la región en la Copa Mundial de Clubes 2020.

## Sistema de competición

### Formato original
Se utiliza el sistema de rondas eliminatorias, desde octavos de final hasta llegar a la final, todas en formato ida y vuelta. En las rondas de octavos de final hasta semifinales rige la regla del gol de visitante, la cual determina que el equipo que haya marcado más anotaciones como visitante gana la eliminatoria si hay empate en la diferencia de goles. En caso de estar la eliminatoria empatada tras los 180' minutos de ambos partidos, la serie se decidirá en una tanda de penaltis.
El club vencedor de la final y por lo tanto Campeón, será aquel que en los dos partidos anote el mayor número de goles. En caso de empate en el total de goles, no se aplicará la regla del gol de visitante, se jugará una tanda de penales.
Para los octavos de final, los clubes que fueron sorteados del Bombo 1 (enumerados primeros) jugarán como visitantes primero, y luego serán los anfitriones en el partido de vuelta.
Los ganadores de las series 1, 3, 5 y 7, serán sede para los partidos de vuelta de los cuartos de final. Para las semifinales, los clubes serán clasificados de acuerdo su desempeño (puntos ganados, diferencia de goles y goles anotados) en los octavos y cuartos de final, utilizando el procedimiento de desempate del campeonato.
El club mejor clasificado en cada serie de semifinales será sede del partido de vuelta. El mismo procedimiento de desempate se aplicará para determinar quién será sede del partido de vuelta de las finales.

### Cambios por la suspensión del torneo
Debido a la suspensión de la competencia en marzo debido a la pandemia del COVID-19, sufrieron varios cambios en el sistema de competición:
- Los 3 partidos de vuelta de los cuartos de final se jugarán a partido único, la regla del gol de visitante rige en esta instancia, pero si la eliminatoria termina empatada tras los 180' minutos de ambos juegos, la serie se decidirá en una tanda de penaltis.
- Mientras que una llave de cuartos de final, no se llegó a disputar el encuentro de ida, por lo tanto, se jugará un solo partido para definir al clasificado a semifinales. Si el encuentro termina empatado tras los 90 minutos disputados, se definirá en una tanda de penaltis.
- En las semifinales, se jugarán a partido único. Si termina empatado después de los 90 minutos, se decide en una tanda de penaltis.
- En la final, se disputará a partido único. Si no hay ganador tras los 90 minutos, se jugará tiempo extra, pero si continua empatado, se disputará una tanda de penales.
- El campeón representará a la confederación en la Copa Mundial de Clubes 2020.

### Asignación de equipos por asociación
| Federación     | Cupos |
| -------------- | ----- |
| Liga Concacaf  | 6     |
| México         | 4     |
| Estados Unidos | 4     |
| Canadá         | 1     |
| Caribe         | 1     |
| Total          | 16    |

## Suspensión y reanudación del torneo
El 12 de marzo del 2020, la Concacaf dio el anuncio de la suspensión de la competencia debido a las restricciones y efectos derivados de la Pandemia de COVID-19, con efecto inmediato, dejando pendiente el partido de ida entre Los Angeles vs. Cruz Azul, a disputarse en suelo estadounidense, así como la vuelta de los cuartos de final.
Luego de meses de análisis, el 2 de noviembre, la Concacaf anunció el retorno de la edición 2020 de la Liga de Campeones, anunciando que los partidos restantes se jugarán entre el 15 y 22 de diciembre a partidos únicos en el Exploria Stadium de Orlando, Florida.

## Calendario
| Fase         | Ronda            | Ida                      | Vuelta                     |
| ------------ | ---------------- | ------------------------ | -------------------------- |
| Eliminatoria | Octavos de final | 18–20 de febrero de 2020 | 25–27 de febrero de 2020   |
| Eliminatoria | Cuartos de final | 10–11 de marzo de 2020   | 15–16 de diciembre de 2020 |
| Eliminatoria | Semifinales      | 19 de diciembre de 2020  | 19 de diciembre de 2020    |
| Eliminatoria | Final            | 22 de diciembre de 2020  | 22 de diciembre de 2020    |

## Equipos participantes
| Federación              | Equipo                                                    | Vía de clasificación |
| ----------------------- | --------------------------------------------------------- | --- |
| México 4 plazas         | América Cruz Azul Tigres UANL León                        | Campeón del Torneo Apertura 2018 Subcampeón del Torneo Apertura 2018 Campeón del Torneo Clausura 2019 Subcampeón del Torneo Clausura 2019                                   |
| Estados Unidos 4 plazas | Seattle Sounders Los Angeles New York City Atlanta United | Campeón de la MLS Cup 2019 Ganador de la MLS Supporters' Shield Campeón de la temporada regular de la Conferencia Este de la MLS 2019 Campeón Lamar Hunt U.S. Open Cup 2019 |
| Canadá 1 plaza          | Montreal Impact                                           | Campeón del Campeonato Canadiense de Fútbol 2019 |
| Costa Rica 2 plazas     | Saprissa San Carlos                                       | Campeón de la Liga Concacaf 2019 Sexto lugar de la Liga Concacaf 2019 |
| Honduras 2 plazas       | Motagua Olimpia                                           | Subcampeón de la Liga Concacaf 2019 Tercer lugar de la Liga Concacaf 2019                                                                                                   |
| El Salvador 1 plaza     | Alianza                                                   | Cuarto lugar de la Liga Concacaf 2019 |
| Guatemala 1 plaza       | Comunicaciones                                            | Quinto lugar de la Liga Concacaf 2019 |
| Jamaica 1 plaza         | Portmore United                                           | Campeón del Campeonato de Clubes de la CFU 2019 |

### Localidad de los equipos
Distribución geográfica de las sedes de los equipos ya clasificados.

### Datos y estadísticas
| Equipo             | Ciudad                           | 1.ª participación | Títulos | Estadio                    | Aforo  | Kit        |
| ------------------ | -------------------------------- | ----------------- | ------- | -------------------------- | ------ | ---------- |
| Alianza            | San Salvador, El Salvador        | 1967              | 1       | Cuscatlán                  | 53.300 | Umbro      |
| América            | Ciudad de México, México         | 1977              | 7       | Azteca                     | 87.000 | Nike       |
| Atlanta United     | Atlanta, Estados Unidos          | 2019              | 0       | Mercedes-Benz Stadium      | 71.000 | Adidas     |
| Comunicaciones     | Ciudad de Guatemala, Guatemala   | 1962              | 1       | Doroteo Guamuch Flores     | 26.000 | Kappa      |
| Cruz Azul          | Ciudad de México, México         | 1969              | 6       | Azteca                     | 87.000 | Joma       |
| Deportivo Saprissa | San José, Costa Rica             | 1963              | 3       | Ricardo Saprissa Aymá      | 23.000 | Kappa      |
| León               | León, México                     | 1976              | 0       | León                       | 27.423 | Pirma      |
| Los Angeles        | California, Estados Unidos       | 2020              | 0       | Banc of California Stadium | 22.000 | Adidas     |
| Montreal Impact    | Montreal, Canadá                 | 2008-09           | 0       | Saputo                     | 20.341 | Adidas     |
| Motagua            | Tegucigalpa, Honduras            | 1969              | 0       | Nacional                   | 35.000 | Joma       |
| New York City      | New York, Estados Unidos         | 2020              | 0       | Yankee Stadium             | 52.235 | Adidas     |
| Olimpia            | Tegucigalpa, Honduras            | 1962              | 2       | Nacional                   | 35.000 | Umbro      |
| Portmore United    | Portmore, Jamaica                | 2005              | 0       | Ferdi Neita Sports Complex | 3.000  | Red Stripe |
| San Carlos         | Alajuela, Costa Rica             | 2020              | 0       | Carlos Ugalde Álvarez      | 5.800  | Coopelesca |
| Seattle Sounders   | Washington, Estados Unidos       | 2010-11           | 0       | CenturyLink Field          | 67.000 | Adidas     |
| Tigres             | San Nicolás de los Garza, México | 1979              | 0       | Universitario              | 41.615 | Adidas     |

### Definición
| Bombo   | #  | Cupo | 2014-15 | 2015-16 | 2016-17 | 2018 | 2019 | Total | Equipo           |
| ------- | -- | ---- | ------- | ------- | ------- | ---- | ---- | ----- | ---------------- |
| Bombo 1 | 1  | MEX3 | 32      | 23      | 15      | 17   | 26   | 113   | Cruz Azul        |
| Bombo 1 | 2  | MEX2 | 16      | 20      | 30      | 25   | 21   | 112   | Tigres UANL      |
| Bombo 1 | 3  | MEX1 | 11      | 33      | 27      | 12   | 20   | 103   | América          |
| Bombo 1 | 4  | CAN1 | 23      | 8       | 22      | 21   | 5    | 79    | Montreal Impact  |
| Bombo 1 | 5  | USA3 | 13      | 16      | 20      | 17   | 11   | 77    | New York City    |
| Bombo 1 | 6  | USA4 | 20      | 16      | 8       | 5    | 11   | 60    | Atlanta United   |
| Bombo 1 | 7  | USA2 | 9       | 13      | 14      | 7    | 15   | 58    | Los Angeles      |
| Bombo 1 | 8  | USA1 | 11      | 14      | 11      | 11   | 11   | 58    | Seattle Sounders |
| Bombo 2 | 9  | CRC2 | 18      | 9       | 14      | 5    | 7    | 53    | San Carlos       |
| Bombo 2 | 10 | MEX4 | 9       | 18      | 10      | 9    | 4    | 50    | León             |
| Bombo 2 | 11 | HON1 | 15      | 10      | 11      | 5    | 4    | 45    | Motagua          |
| Bombo 2 | 12 | CRC1 | 12      | 10      | 8       | 5    | 7    | 42    | Saprissa         |
| Bombo 2 | 13 | HON2 | 8       | 11      | 11      | 5    | 0    | 35    | Olimpia          |
| Bombo 2 | 14 | SLV1 | 4       | 7       | 9       | 7    | 5    | 32    | Alianza          |
| Bombo 2 | 15 | GUA1 | 11      | 8       | 9       | 0    | 4    | 32    | Comunicaciones   |
| Bombo 2 | 16 | CCC1 | 4       | 8       | 5       | 4    | 4    | 25    | Portmore United  |

## Resultados
- Los bombos fueron determinados por el nuevo CONCACAF Index Ranking, el cual contabiliza el desempeño de los clubes en las últimas 5 temporadas.
- Los clubes del Bombo 1 fueron sorteados contra los del Bombo 2, siendo anfitriones los del Bombo 1 en el partido de vuelta.
- Puntuación entre paréntesis.
- El sorteo se realizó el 9 de diciembre de 2019.[3]

| Bombo 1               | Bombo 2              |
| --------------------- | -------------------- |
| Cruz Azul (113)       | San Carlos (53)      |
| Tigres UANL (112)     | León (50)            |
| América (103)         | Motagua (45)         |
| Montreal Impact (79)  | Saprissa (42)        |
| New York City (77)    | Olimpia (35)         |
| Atlanta United (60)   | Alianza (32)         |
| Los Angeles (58)      | Comunicaciones (32)  |
| Seattle Sounders (58) | Portmore United (25) |

### Eliminatorias
|  | Octavos de final                                             | Octavos de final                                             | Octavos de final                                             | Octavos de final                                             | Octavos de final                                             |   |    | Cuartos de final                                     | Cuartos de final                                     | Cuartos de final                                     | Cuartos de final                                     | Cuartos de final                                     |  |    | Semifinales     | Semifinales     | Semifinales     |  |    | Final                                     | Final                                     | Final                                     |  |
|  | 18, 19 y 20 de febrero (ida) 25, 26 y 27 de febrero (vuelta) | 18, 19 y 20 de febrero (ida) 25, 26 y 27 de febrero (vuelta) | 18, 19 y 20 de febrero (ida) 25, 26 y 27 de febrero (vuelta) | 18, 19 y 20 de febrero (ida) 25, 26 y 27 de febrero (vuelta) | 18, 19 y 20 de febrero (ida) 25, 26 y 27 de febrero (vuelta) |   |    | 10 y 11 de marzo (ida) 15 y 16 de diciembre (vuelta) | 10 y 11 de marzo (ida) 15 y 16 de diciembre (vuelta) | 10 y 11 de marzo (ida) 15 y 16 de diciembre (vuelta) | 10 y 11 de marzo (ida) 15 y 16 de diciembre (vuelta) | 10 y 11 de marzo (ida) 15 y 16 de diciembre (vuelta) |  |    | 19 de diciembre | 19 de diciembre | 19 de diciembre |  |    | 22 de diciembre Exploria Stadium, Orlando | 22 de diciembre Exploria Stadium, Orlando | 22 de diciembre Exploria Stadium, Orlando |  |
|  |                                                              |                                                              |                                                              |                                                              |                                                              |   |    |                                                      |                                                      |                                                      |                                                      |                                                      |  |    |                 |                 |                 |  |    |                                           |                                           |                                           |  |
|  |                                                              |                                                              |                                                              |                                                              |                                                              |   |    |                                                      |                                                      |                                                      |                                                      |                                                      |  |    |                 |                 |                 |  |    |                                           |                                           |                                           |  |
|  | B2                                                           | Comunicaciones                                               | 1                                                            | 1                                                            | 2 (3)                                                        |   |    |                                                      |                                                      |                                                      |                                                      |                                                      |  |    |                 |                 |                 |  |    |                                           |                                           |                                           |  |
|  | B2                                                           | Comunicaciones                                               | 1                                                            | 1                                                            | 2 (3)                                                        |   |    |                                                      |                                                      |                                                      |                                                      |                                                      |  |    |                 |                 |                 |  |    |                                           |                                           |                                           |  |
|  | A2                                                           | América (p.)                                                 | 1                                                            | 1                                                            | 2 (5)                                                        |   |    |                                                      |                                                      |                                                      |                                                      |                                                      |  |    |                 |                 |                 |  |    |                                           |                                           |                                           |  |
|  | A2                                                           | América (p.)                                                 | 1                                                            | 1                                                            | 2 (5)                                                        |   | A2 | América                                              | 3                                                    | 0                                                    | 3                                                    |                                                      |  |    |                 |                 |                 |  |    |                                           |                                           |                                           |  |
|  |                                                              |                                                              |                                                              |                                                              |                                                              |   | A2 | América                                              | 3                                                    | 0                                                    | 3                                                    |                                                      |  |    |                 |                 |                 |  |    |                                           |                                           |                                           |  |
|  |                                                              |                                                              | A1                                                           | Atlanta United                                               | 0                                                            | 1 | 1  |                                                      |                                                      |                                                      |                                                      |                                                      |  |    |                 |                 |                 |  |    |                                           |                                           |                                           |  |
|  | B1                                                           | Motagua                                                      | A1                                                           | Atlanta United                                               | 0                                                            | 1 | 1  | 1                                                    | 0                                                    | 1                                                    |                                                      |                                                      |  |    |                 |                 |                 |  |    |                                           |                                           |                                           |  |
|  | B1                                                           | Motagua                                                      |                                                              |                                                              |                                                              |   |    |                                                      |                                                      | 1                                                    |                                                      |                                                      |  |    |                 |                 |                 |  |    |                                           |                                           |                                           |  |
|  | A1                                                           | Atlanta United                                               | 1                                                            | 3                                                            | 4                                                            |   |    |                                                      |                                                      |                                                      |                                                      |                                                      |  |    |                 |                 |                 |  |    |                                           |                                           |                                           |  |
|  | A1                                                           | Atlanta United                                               | 1                                                            | 3                                                            | 4                                                            |   |    |                                                      |                                                      |                                                      |                                                      |                                                      |  | A2 | América         | 1               |                 |  |    |                                           |                                           |                                           |  |
|  |                                                              |                                                              |                                                              |                                                              |                                                              |   |    |                                                      |                                                      |                                                      |                                                      |                                                      |  | A2 | América         | 1               |                 |  |    |                                           |                                           |                                           |  |
|  |                                                              |                                                              | A4                                                           | Los Angeles                                                  | 3                                                            |   |    |                                                      |                                                      |                                                      |                                                      |                                                      |  |    |                 |                 |                 |  |    |                                           |                                           |                                           |  |
|  | B4                                                           | León                                                         | A4                                                           | Los Angeles                                                  | 3                                                            | 2 | 0  | 2                                                    |                                                      |                                                      |                                                      |                                                      |  |    |                 |                 |                 |  |    |                                           |                                           |                                           |  |
|  | B4                                                           | León                                                         |                                                              |                                                              |                                                              |   |    |                                                      |                                                      |                                                      |                                                      |                                                      |  |    |                 |                 |                 |  |    |                                           |                                           |                                           |  |
|  | A4                                                           | Los Angeles                                                  | 0                                                            | 3                                                            | 3                                                            |   |    |                                                      |                                                      |                                                      |                                                      |                                                      |  |    |                 |                 |                 |  |    |                                           |                                           |                                           |  |
|  | A4                                                           | Los Angeles                                                  | 0                                                            | 3                                                            | 3                                                            |   | A4 | Los Angeles                                          | -                                                    | -                                                    | 2                                                    |                                                      |  |    |                 |                 |                 |  |    |                                           |                                           |                                           |  |
|  |                                                              |                                                              |                                                              |                                                              |                                                              |   | A4 | Los Angeles                                          | -                                                    | -                                                    | 2                                                    |                                                      |  |    |                 |                 |                 |  |    |                                           |                                           |                                           |  |
|  |                                                              |                                                              | A3                                                           | Cruz Azul                                                    | -                                                            | - | 1  |                                                      |                                                      |                                                      |                                                      |                                                      |  |    |                 |                 |                 |  |    |                                           |                                           |                                           |  |
|  | B3                                                           | Portmore United                                              | A3                                                           | Cruz Azul                                                    | -                                                            | - | 1  | 1                                                    | 0                                                    | 1                                                    |                                                      |                                                      |  |    |                 |                 |                 |  |    |                                           |                                           |                                           |  |
|  | B3                                                           | Portmore United                                              |                                                              |                                                              |                                                              |   |    |                                                      |                                                      | 1                                                    |                                                      |                                                      |  |    |                 |                 |                 |  |    |                                           |                                           |                                           |  |
|  | A3                                                           | Cruz Azul                                                    | 2                                                            | 4                                                            | 6                                                            |   |    |                                                      |                                                      |                                                      |                                                      |                                                      |  |    |                 |                 |                 |  |    |                                           |                                           |                                           |  |
|  | A3                                                           | Cruz Azul                                                    | 2                                                            | 4                                                            | 6                                                            |   |    |                                                      |                                                      |                                                      |                                                      |                                                      |  |    |                 |                 |                 |  | A4 | Los Angeles                               | 1                                         |                                           |  |
|  |                                                              |                                                              |                                                              |                                                              |                                                              |   |    |                                                      |                                                      |                                                      |                                                      |                                                      |  |    |                 |                 |                 |  | A4 | Los Angeles                               | 1                                         |                                           |  |
|  |                                                              |                                                              | A5                                                           | Tigres                                                       | 2                                                            |   |    |                                                      |                                                      |                                                      |                                                      |                                                      |  |    |                 |                 |                 |  |    |                                           |                                           |                                           |  |
|  | B6                                                           | San Carlos                                                   | A5                                                           | Tigres                                                       | 2                                                            | 3 | 0  | 3                                                    |                                                      |                                                      |                                                      |                                                      |  |    |                 |                 |                 |  |    |                                           |                                           |                                           |  |
|  | B6                                                           | San Carlos                                                   |                                                              |                                                              |                                                              |   |    |                                                      |                                                      |                                                      |                                                      |                                                      |  |    |                 |                 |                 |  |    |                                           |                                           |                                           |  |
|  | A6                                                           | New York City                                                | 5                                                            | 1                                                            | 6                                                            |   |    |                                                      |                                                      |                                                      |                                                      |                                                      |  |    |                 |                 |                 |  |    |                                           |                                           |                                           |  |
|  | A6                                                           | New York City                                                | 5                                                            | 1                                                            | 6                                                            |   | A6 | New York City                                        | 0                                                    | 0                                                    | 0                                                    |                                                      |  |    |                 |                 |                 |  |    |                                           |                                           |                                           |  |
|  |                                                              |                                                              |                                                              |                                                              |                                                              |   | A6 | New York City                                        | 0                                                    | 0                                                    | 0                                                    |                                                      |  |    |                 |                 |                 |  |    |                                           |                                           |                                           |  |
|  |                                                              |                                                              | A5                                                           | Tigres                                                       | 1                                                            | 4 | 5  |                                                      |                                                      |                                                      |                                                      |                                                      |  |    |                 |                 |                 |  |    |                                           |                                           |                                           |  |
|  | B5                                                           | Alianza                                                      | A5                                                           | Tigres                                                       | 1                                                            | 4 | 5  | 2                                                    | 2                                                    | 4                                                    |                                                      |                                                      |  |    |                 |                 |                 |  |    |                                           |                                           |                                           |  |
|  | B5                                                           | Alianza                                                      |                                                              |                                                              |                                                              |   |    |                                                      |                                                      | 4                                                    |                                                      |                                                      |  |    |                 |                 |                 |  |    |                                           |                                           |                                           |  |
|  | A5                                                           | Tigres                                                       | 1                                                            | 4                                                            | 5                                                            |   |    |                                                      |                                                      |                                                      |                                                      |                                                      |  |    |                 |                 |                 |  |    |                                           |                                           |                                           |  |
|  | A5                                                           | Tigres                                                       | 1                                                            | 4                                                            | 5                                                            |   |    |                                                      |                                                      |                                                      |                                                      |                                                      |  | A5 | Tigres          | 3               |                 |  |    |                                           |                                           |                                           |  |
|  |                                                              |                                                              |                                                              |                                                              |                                                              |   |    |                                                      |                                                      |                                                      |                                                      |                                                      |  | A5 | Tigres          | 3               |                 |  |    |                                           |                                           |                                           |  |
|  |                                                              |                                                              | B7                                                           | Olimpia                                                      | 0                                                            |   |    |                                                      |                                                      |                                                      |                                                      |                                                      |  |    |                 |                 |                 |  |    |                                           |                                           |                                           |  |
|  | B8                                                           | Saprissa                                                     | B7                                                           | Olimpia                                                      | 0                                                            | 2 | 0  | 2                                                    |                                                      |                                                      |                                                      |                                                      |  |    |                 |                 |                 |  |    |                                           |                                           |                                           |  |
|  | B8                                                           | Saprissa                                                     |                                                              |                                                              |                                                              |   |    |                                                      |                                                      |                                                      |                                                      |                                                      |  |    |                 |                 |                 |  |    |                                           |                                           |                                           |  |
|  | A8                                                           | Montreal Impact (v.)                                         | 2                                                            | 0                                                            | 2                                                            |   |    |                                                      |                                                      |                                                      |                                                      |                                                      |  |    |                 |                 |                 |  |    |                                           |                                           |                                           |  |
|  | A8                                                           | Montreal Impact (v.)                                         | 2                                                            | 0                                                            | 2                                                            |   | A8 | Montreal Impact                                      | 1                                                    | 1                                                    | 2                                                    |                                                      |  |    |                 |                 |                 |  |    |                                           |                                           |                                           |  |
|  |                                                              |                                                              |                                                              |                                                              |                                                              |   | A8 | Montreal Impact                                      | 1                                                    | 1                                                    | 2                                                    |                                                      |  |    |                 |                 |                 |  |    |                                           |                                           |                                           |  |
|  |                                                              |                                                              | B7                                                           | Olimpia (v.)                                                 | 2                                                            | 0 | 2  |                                                      |                                                      |                                                      |                                                      |                                                      |  |    |                 |                 |                 |  |    |                                           |                                           |                                           |  |
|  | B7                                                           | Olimpia (p.)                                                 | B7                                                           | Olimpia (v.)                                                 | 2                                                            | 0 | 2  | 2                                                    | 2                                                    | 4 (4)                                                |                                                      |                                                      |  |    |                 |                 |                 |  |    |                                           |                                           |                                           |  |
|  | B7                                                           | Olimpia (p.)                                                 |                                                              |                                                              |                                                              |   |    |                                                      |                                                      | 4 (4)                                                |                                                      |                                                      |  |    |                 |                 |                 |  |    |                                           |                                           |                                           |  |
|  | A7                                                           | Seattle Sounders                                             | 2                                                            | 2                                                            | 4 (2)                                                        |   |    |                                                      |                                                      |                                                      |                                                      |                                                      |  |    |                 |                 |                 |  |    |                                           |                                           |                                           |  |
|  | A7                                                           | Seattle Sounders                                             | 2                                                            | 2                                                            | 4 (2)                                                        |   |    |                                                      |                                                      |                                                      |                                                      |                                                      |  |    |                 |                 |                 |  |    |                                           |                                           |                                           |  |
|  |                                                              |                                                              |                                                              |                                                              |                                                              |   |    |                                                      |                                                      |                                                      |                                                      |                                                      |  |    |                 |                 |                 |  |    |                                           |                                           |                                           |  |

### Octavos de final
El sorteo de los octavos de final tuvo lugar el 9 de diciembre de 2019. La ida se disputó el 18, 19 y 20 de febrero, mientras que la vuelta se disputó el 25, 26 y 27 de febrero.
| Equipo 1        | Agr.         | Equipo 2         | Ida | Vuelta |
| --------------- | ------------ | ---------------- | --- | ------ |
| Motagua         | 1–4          | Atlanta United   | 1–1 | 0–3    |
| Comunicaciones  | 2–2 (3–5 p.) | América          | 1–1 | 1–1    |
| Portmore United | 1–6          | Cruz Azul        | 1–2 | 0–4    |
| León            | 2–3          | Los Angeles      | 2–0 | 0–3    |
| Alianza         | 4–5          | Tigres           | 2–1 | 2–4    |
| San Carlos      | 3–6          | New York City    | 3–5 | 0–1    |
| Olimpia         | 4–4 (4–2 p.) | Seattle Sounders | 2–2 | 2–2    |
| Saprissa        | 2–2 (v.)     | Montreal Impact  | 2–2 | 0–0    |

### Cuartos de final
La ida se disputó el 10 y 11 de marzo, mientras que la vuelta se pospuso para el 15 y 16 de diciembre debido a la pandemia de COVID-19.
| Equipo 1        | Agr.     | Equipo 2       | Ida | Vuelta |
| --------------- | -------- | -------------- | --- | ------ |
| América         | 3–1      | Atlanta United | 3–0 | 0–1    |
| Los Angeles     | 2–1      | Cruz Azul      |     |        |
| New York City   | 0–5      | Tigres         | 0–1 | 0–4    |
| Montreal Impact | 2–2 (v.) | Olimpia        | 1–2 | 1–0    |

### Semifinales
La semifinales se disputaron el 19 de diciembre.
| Equipo 1    | Resultado | Equipo 2 |
| ----------- | --------- | -------- |
| Tigres      | 3–0       | Olimpia  |
| Los Angeles | 3–1       | América  |

### Final
| 1     | Guardameta     | Nahuel Guzmán       |     |
| 28    | Defensa        | Luis Rodríguez      |     |
| 4     | Defensa        | Hugo Ayala          | 74' |
| 3     | Defensa        | Carlos Salcedo      |     |
| 29    | Defensa        | Jesús Dueñas        | 71' |
| 23    | Centrocampista | Luis Quiñones       | 87' |
| 19    | Centrocampista | Guido Pizarro       |     |
| 5     | Centrocampista | Rafael Carioca      |     |
| 20    | Centrocampista | Javier Aquino       | 87' |
| 17    | Delantero      | Leonardo Fernández  | 71' |
| 10    | Delantero      | André-Pierre Gignac |     |
| D. T. | D. T.          | Ricardo Ferretti    |     |

| 1     | Guardameta     | Kenneth Vermeer   |     |
| 27    | Defensa        | Tristan Blackmon  |     |
| 94    | Defensa        | Jesús Murillo     | 88' |
| 4     | Defensa        | Eddie Segura      |     |
| 12    | Defensa        | Diego Palacios    |     |
| 11    | Centrocampista | José Cifuentes    | 67' |
| 14    | Centrocampista | Mark-Anthony Kaye |     |
| 7     | Centrocampista | Latif Blessing    |     |
| 10    | Delantero      | Carlos Vela       |     |
| 16    | Delantero      | Danny Musovski    | 46' |
| 9     | Delantero      | Diego Rossi       |     |
| D. T. | D. T.          | Bob Bradley       |     |

| 22 | Centrocampista | Raymundo Fulgencio | 71' |
| 11 | Delantero      | Nicolás López      | 71' |
| 21 | Defensa        | Francisco Meza     | 74' |
| 36 | Defensa        | Eduardo Tercero    | 87' |
| 15 | Defensa        | Francisco Venegas  | 87' |

| 22 | Delantero      | Kwadwo Opoku      | 46' |
| 8  | Centrocampista | Francisco Ginella | 67' |
| 17 | Centrocampista | Brian Rodríguez   | 88' |

| 72' · 84' | Hugo Ayala André-Pierre Gignac | 1:1 2:1 |

| 61' | Diego Rossi | 0:1 |

| Principal  | Mario Escobar    |
| Asistentes | Humberto Panjoj  |
|            | Gerson López     |
| Cuarto     | Daneon Parchment |

|                    |     |     |
| Tiros              | 11  | 10  |
| Tiros a puerta     | 5   | 1   |
| Faltas             | 17  | 23  |
| Saques de esquina  | 4   | 4   |
| Fueras de juego    | 7   | 2   |
| Posesión del balón | 55% | 45% |

| Alineación inicial |

| 1     | Guardameta     | Nahuel Guzmán       |     |
| 28    | Defensa        | Luis Rodríguez      |     |
| 4     | Defensa        | Hugo Ayala          | 74' |
| 3     | Defensa        | Carlos Salcedo      |     |
| 29    | Defensa        | Jesús Dueñas        | 71' |
| 23    | Centrocampista | Luis Quiñones       | 87' |
| 19    | Centrocampista | Guido Pizarro       |     |
| 5     | Centrocampista | Rafael Carioca      |     |
| 20    | Centrocampista | Javier Aquino       | 87' |
| 17    | Delantero      | Leonardo Fernández  | 71' |
| 10    | Delantero      | André-Pierre Gignac |     |
| D. T. | D. T.          | Ricardo Ferretti    |     |

| 1     | Guardameta     | Kenneth Vermeer   |     |
| 27    | Defensa        | Tristan Blackmon  |     |
| 94    | Defensa        | Jesús Murillo     | 88' |
| 4     | Defensa        | Eddie Segura      |     |
| 12    | Defensa        | Diego Palacios    |     |
| 11    | Centrocampista | José Cifuentes    | 67' |
| 14    | Centrocampista | Mark-Anthony Kaye |     |
| 7     | Centrocampista | Latif Blessing    |     |
| 10    | Delantero      | Carlos Vela       |     |
| 16    | Delantero      | Danny Musovski    | 46' |
| 9     | Delantero      | Diego Rossi       |     |
| D. T. | D. T.          | Bob Bradley       |     |

| 22 | Centrocampista | Raymundo Fulgencio | 71' |
| 11 | Delantero      | Nicolás López      | 71' |
| 21 | Defensa        | Francisco Meza     | 74' |
| 36 | Defensa        | Eduardo Tercero    | 87' |
| 15 | Defensa        | Francisco Venegas  | 87' |

| 22 | Delantero      | Kwadwo Opoku      | 46' |
| 8  | Centrocampista | Francisco Ginella | 67' |
| 17 | Centrocampista | Brian Rodríguez   | 88' |

| 72' · 84' | Hugo Ayala André-Pierre Gignac | 1:1 2:1 |

| 61' | Diego Rossi | 0:1 |

| Principal  | Mario Escobar    |
| Asistentes | Humberto Panjoj  |
|            | Gerson López     |
| Cuarto     | Daneon Parchment |

|                    |     |     |
| Tiros              | 11  | 10  |
| Tiros a puerta     | 5   | 1   |
| Faltas             | 17  | 23  |
| Saques de esquina  | 4   | 4   |
| Fueras de juego    | 7   | 2   |
| Posesión del balón | 55% | 45% |

| Alineación inicial |

| 1     | Guardameta     | Nahuel Guzmán       |     |
| 28    | Defensa        | Luis Rodríguez      |     |
| 4     | Defensa        | Hugo Ayala          | 74' |
| 3     | Defensa        | Carlos Salcedo      |     |
| 29    | Defensa        | Jesús Dueñas        | 71' |
| 23    | Centrocampista | Luis Quiñones       | 87' |
| 19    | Centrocampista | Guido Pizarro       |     |
| 5     | Centrocampista | Rafael Carioca      |     |
| 20    | Centrocampista | Javier Aquino       | 87' |
| 17    | Delantero      | Leonardo Fernández  | 71' |
| 10    | Delantero      | André-Pierre Gignac |     |
| D. T. | D. T.          | Ricardo Ferretti    |     |

| 1     | Guardameta     | Kenneth Vermeer   |     |
| 27    | Defensa        | Tristan Blackmon  |     |
| 94    | Defensa        | Jesús Murillo     | 88' |
| 4     | Defensa        | Eddie Segura      |     |
| 12    | Defensa        | Diego Palacios    |     |
| 11    | Centrocampista | José Cifuentes    | 67' |
| 14    | Centrocampista | Mark-Anthony Kaye |     |
| 7     | Centrocampista | Latif Blessing    |     |
| 10    | Delantero      | Carlos Vela       |     |
| 16    | Delantero      | Danny Musovski    | 46' |
| 9     | Delantero      | Diego Rossi       |     |
| D. T. | D. T.          | Bob Bradley       |     |

| 22 | Centrocampista | Raymundo Fulgencio | 71' |
| 11 | Delantero      | Nicolás López      | 71' |
| 21 | Defensa        | Francisco Meza     | 74' |
| 36 | Defensa        | Eduardo Tercero    | 87' |
| 15 | Defensa        | Francisco Venegas  | 87' |

| 22 | Delantero      | Kwadwo Opoku      | 46' |
| 8  | Centrocampista | Francisco Ginella | 67' |
| 17 | Centrocampista | Brian Rodríguez   | 88' |

| 72' · 84' | Hugo Ayala André-Pierre Gignac | 1:1 2:1 |

| 61' | Diego Rossi | 0:1 |

| Principal  | Mario Escobar    |
| Asistentes | Humberto Panjoj  |
|            | Gerson López     |
| Cuarto     | Daneon Parchment |

|                    |     |     |
| Tiros              | 11  | 10  |
| Tiros a puerta     | 5   | 1   |
| Faltas             | 17  | 23  |
| Saques de esquina  | 4   | 4   |
| Fueras de juego    | 7   | 2   |
| Posesión del balón | 55% | 45% |

| Alineación inicial |

| 1     | Guardameta     | Nahuel Guzmán       |     |
| 28    | Defensa        | Luis Rodríguez      |     |
| 4     | Defensa        | Hugo Ayala          | 74' |
| 3     | Defensa        | Carlos Salcedo      |     |
| 29    | Defensa        | Jesús Dueñas        | 71' |
| 23    | Centrocampista | Luis Quiñones       | 87' |
| 19    | Centrocampista | Guido Pizarro       |     |
| 5     | Centrocampista | Rafael Carioca      |     |
| 20    | Centrocampista | Javier Aquino       | 87' |
| 17    | Delantero      | Leonardo Fernández  | 71' |
| 10    | Delantero      | André-Pierre Gignac |     |
| D. T. | D. T.          | Ricardo Ferretti    |     |

| 1     | Guardameta     | Kenneth Vermeer   |     |
| 27    | Defensa        | Tristan Blackmon  |     |
| 94    | Defensa        | Jesús Murillo     | 88' |
| 4     | Defensa        | Eddie Segura      |     |
| 12    | Defensa        | Diego Palacios    |     |
| 11    | Centrocampista | José Cifuentes    | 67' |
| 14    | Centrocampista | Mark-Anthony Kaye |     |
| 7     | Centrocampista | Latif Blessing    |     |
| 10    | Delantero      | Carlos Vela       |     |
| 16    | Delantero      | Danny Musovski    | 46' |
| 9     | Delantero      | Diego Rossi       |     |
| D. T. | D. T.          | Bob Bradley       |     |

| 22 | Centrocampista | Raymundo Fulgencio | 71' |
| 11 | Delantero      | Nicolás López      | 71' |
| 21 | Defensa        | Francisco Meza     | 74' |
| 36 | Defensa        | Eduardo Tercero    | 87' |
| 15 | Defensa        | Francisco Venegas  | 87' |

| 22 | Delantero      | Kwadwo Opoku      | 46' |
| 8  | Centrocampista | Francisco Ginella | 67' |
| 17 | Centrocampista | Brian Rodríguez   | 88' |

| 72' · 84' | Hugo Ayala André-Pierre Gignac | 1:1 2:1 |

| 61' | Diego Rossi | 0:1 |

| Principal  | Mario Escobar    |
| Asistentes | Humberto Panjoj  |
|            | Gerson López     |
| Cuarto     | Daneon Parchment |

|                    |     |     |
| Tiros              | 11  | 10  |
| Tiros a puerta     | 5   | 1   |
| Faltas             | 17  | 23  |
| Saques de esquina  | 4   | 4   |
| Fueras de juego    | 7   | 2   |
| Posesión del balón | 55% | 45% |

| Alineación inicial |

|             |
| Campeón     |
| Tigres      |
| 1.er título |

## Estadísticas

### Clasificación general
| Club | Club             | Pts. | PJ | PG | PE | PP | GF | GC | Dif. | Rend.  |
| ---- | ---------------- | ---- | -- | -- | -- | -- | -- | -- | ---- | ------ |
| 1    | Tigres           | 15   | 6  | 5  | 0  | 1  | 15 | 5  | 10   | 83.33% |
| 2    | Los Angeles      | 9    | 5  | 3  | 0  | 2  | 9  | 6  | 3    | 60%    |
| 3    | América          | 5    | 5  | 1  | 2  | 2  | 6  | 6  | 0    | 33.33% |
| 4    | Olimpia          | 5    | 5  | 1  | 2  | 2  | 6  | 9  | -3   | 33.33% |
| 5    | Atlanta United   | 7    | 4  | 2  | 1  | 1  | 5  | 4  | 1    | 58.33% |
| 6    | Cruz Azul        | 6    | 3  | 2  | 0  | 1  | 7  | 3  | 4    | 66.67% |
| 7    | New York City    | 6    | 4  | 2  | 0  | 2  | 6  | 8  | -2   | 50%    |
| 8    | Montreal Impact  | 5    | 4  | 1  | 2  | 1  | 4  | 4  | 0    | 41.67% |
| 9    | Alianza          | 3    | 2  | 1  | 0  | 1  | 4  | 5  | -1   | 50%    |
| 10   | León             | 3    | 2  | 1  | 0  | 1  | 2  | 3  | -1   | 50%    |
| 11   | Seattle Sounders | 2    | 2  | 0  | 2  | 0  | 4  | 4  | 0    | 33.33% |
| 12   | Saprissa         | 2    | 2  | 0  | 2  | 0  | 2  | 2  | 0    | 33.33% |
| 13   | Comunicaciones   | 2    | 2  | 0  | 2  | 0  | 2  | 2  | 0    | 33.33% |
| 14   | Motagua          | 1    | 2  | 0  | 1  | 1  | 1  | 4  | -3   | 16.67% |
| 15   | San Carlos       | 0    | 2  | 0  | 0  | 2  | 3  | 6  | -3   | 0%     |
| 16   | Portmore United  | 0    | 2  | 0  | 0  | 2  | 1  | 6  | -5   | 0%     |

### Goleadores
| Jugador              | Club             | Goles | PJ |
| -------------------- | ---------------- | ----- | -- |
| André-Pierre Gignac  | Tigres UANL      | 6     | 6  |
| Carlos Vela          | Los Angeles      | 5     | 5  |
| Héber                | New York City    | 3     | 2  |
| Josef Martínez       | Atlanta United   | 2     | 2  |
| Lucas Passerini      | Cruz Azul        | 2     | 2  |
| Juan Carlos Portillo | Alianza          | 2     | 2  |
| João Paulo           | Seattle Sounders | 2     | 2  |
| Gonzalo Martínez     | Atlanta United   | 2     | 3  |
| Yustin Arboleda      | Olimpia          | 2     | 4  |
| Alexander Callens    | New York City    | 2     | 4  |
| Diego Rossi          | Los Angeles      | 2     | 5  |

### Jugadores con tres o más goles en un partido
| Pos. | Jugador | Goles | Fecha                 | Local      |                       | Resultado |                           | Visitante     | Reporte                                                                  |
| ---- | ------- | ----- | --------------------- | ---------- | --------------------- | --------- | ------------------------- | ------------- | ------------------------------------------------------------------------ |
| 1    | Héber   | 3     | 20 de febrero de 2020 | San Carlos | Bandera de Costa Rica | 3 - 5     | Bandera de Estados Unidos | New York City | Octavos de final Archivado el 5 de diciembre de 2020 en Wayback Machine. |

## Premios y reconocimientos
| Premio                 | Jugador             | Club        |
| ---------------------- | ------------------- | ----------- |
| Balón de Oro           | André-Pierre Gignac | Tigres      |
| Bota de Oro            | André-Pierre Gignac | Tigres      |
| Guante de Oro          | Nahuel Guzmán       | Tigres      |
| Mejor Jugador Joven    | Diego Palacios      | Los Angeles |
| Premio al Juego Limpio | —                   | Tigres      |

| Posición | Jugador             | Club        |
| -------- | ------------------- | ----------- |
| POR      | Nahuel Guzmán       | Tigres      |
| DEF      | Diego Palacios      | Los Angeles |
| DEF      | Jesús Murillo       | Los Angeles |
| DEF      | Hugo Ayala          | Tigres      |
| DEF      | Luis Rodríguez      | Tigres      |
| MED      | Edwin Rodríguez     | Olimpia     |
| MED      | Guido Pizarro       | Tigres      |
| MED      | Luis Quiñones       | Tigres      |
| DEL      | Diego Rossi         | Los Angeles |
| DEL      | André-Pierre Gignac | Tigres      |
| DEL      | Carlos Vela         | Los Angeles |